# سقايات فاس
تنفرد مدينة فاس بكونها مدينة السقايات (النوافير الحائطية) العمومية بامتياز، لكونها شيدت فوق أرض غزيرة المياة ومتدفقة العيون والمنابع الطبيعية. وهي السقايات المعروفة بجمالية هندستها المعمارية المغربية الأصيلة، ورونق شكلها، وأشكال الفسيفساء البديعة التي تزينها، في تناغم تام مع نقوش خشب الأرز والجبص، مشكلة تحفا فنية رائعة تزين ساحات فاس، وتزيدها المياة المنسابة منها رونقا وجمالا.
تتكون السقايات من ثلاثة أقسام أساسية؛ يسمى الجزء الأسفل منها حوض السقاية، وهو عبارة عن حوض مستطيل يتجمع فيه الماء ومنه تشرب الدواب، والجزء الأوسط الصدرية يتكون من قوس أو ثلاثة أقواس، ويزين بقطع الزليج البلدي بأشكال هندسية متنوعة، والجزء الأعلى يسمى السقيفة، وغالبا تتشكل من قطع خشبية منقوشة أو قرمود، أو تزين بالرخام أو بالخط العربي. وفيما يلي بعض هذه السقايات:
1سقاية النجارين: تعد تحفة تؤثت ساحة النجارين في انسجام تام مع مكونات الساحة، وهي أشهر سقاية بالمدينة.
2 سقاية باب الجيسة: هي سقاية فخمة وكبيرة الحجم، ذات بزابيز ثلاثة، وفناء واسع مغطى بغطاء قائم على أربع سواري، مزينة بأقواس وحيطان منقوشة ومزلجة.
3 سقاية الحمامصيين بالطالعة الكبيرة: كبيرة الحجم ومشرفة على الطالعة.
4 سقاية جامع أبي الحسن المريني: تقع بالطالعة الصغيرة بالقرب من هذا الجامع.
5 سقاية قنطرة بوروس: تقع بساحة بوروس بالطالعة الكبيرة.
6 سقاية الدمناتي: تقع بالشرابليين بالطالعة الكبيرة.
7 و8 سقايتا سيدي بلحاج: تقع السقاية الأولى بالزاوية الأمامية لدار اعبابو، بزنقة الحاج، وتقع الثانية بالزاوية الخلفية لهذه الدار.
9 سقاية عقيبة السبع: تقع عند ملتقى زنقة عقيبة السبع ودرب الحامية.
10 سقاية عقبة السبع: تقع بدرب عقبة السبع.
11 سقاية صلاج: في إحدى زوايا صلاج.
12 سقاية درب الروم: مطلة على زقاق الحجر بالطالعة الصغيرة.
13 سقاية مولاي إدريس: تقع بجانب مزاره في الضريح.
14 سقاية باب الوفا: توجد بأحد أبواب ضريح مولاي إدريس.
15 سقاية باب الشراطين: تقع بوسط زنقة رأس الشراطين.
16 سقاية باب السلسلة.
17 سقاية جامع الدمناتي: تقع بساحة دار الضمانة.
18 سقاية درب كرنيز: تقع بزقاق الحجر بالطالعة الصغيرة.
19 سقاية سوق الحايك: هي سقاية جميلة رغم صغر حجمها.
20 سقاية وربية: هي من أروع سقايات فاس.
21 سقاية الصفارين: تقع بالقرب من خزانة القرويين، مشرفة على ساحة الصفارين.
22 سقاية سيدي منصور: تقع بحومة فندق اليهودي.
23 سقاية زنقة البليدة.
24 سقاية لالة يدونة: تقع بحي بين المدن.
25 سقاية درب اللمطي.
26 سقاية ياسمينة: توجد بحي باب الفتوح بعدوة الأندلس، تنافس في شهرتها وجماليتها سقاية النجارين.
27 سقاية القواس: توجد بحي القواس.
28 سقاية زنقة السراجين: تقع عند بداية الطالعة الصغيرة.
29 سقاية جامع البيضاء بفاس الجديد: تقع بشارع مولاي سليمان.
تراجع عدد السقايات بمدينة فاس بشكل مهول، فقد تعرضت العديد من السقايات للتخريب أو الطمس، ولم تعد مياهها منسابة بفعل جفاف المنابع وسوء استغلال المياه وتعاقب سنوات الجفاف، إضافة إلى استنزاف المياه الجوفية بالعاصمة العلمية. بعد فقدان عدد من سقايات فاس لوظيفتها العملية في تزوييد الساكنة بالمياه الصالحة للشرب، للاستعمال الآدمي والحيواني (تستخدم لإرواء عطش البهائم التي تستخدم في نقل السلع والأغراض بالمدينة العتيقة)، باتت تعاني من الإهمال والموت البطيء، حتى أضحت بعضها مجرد لوحات جدارية تزين حارات المدينة العتيقة، واندثرت سقايات أخرى وطالتها أيادي التخريب التي لم تولي أي أهمية لقيمتها التاريخية، إذ تعود بعض هذه السقايات للعصر المريني والعصور التي سبقته.